# Avenida de los Constituyentes
La avenida de los Constituyentes es una avenida  de la ciudad de Buenos Aires, y de los municipios de General San Martín y Vicente López, en la zona norte del Gran Buenos Aires, Argentina. A fines del siglo XIX fue el límite del desaparecido partido de Belgrano.

## Recorrido
La avenida nace en la Avenida Warnes, en el barrio porteño de La Paternal. Posee cuatro carriles, dos en sentido norte y otros dos en sentido al sur.  
Comienza cruzando las vías del Ferrocarril Urquiza (viaducto Chorroarín- Constituyentes) y bordeando el campus de la Facultad de Agronomía de la Universidad de Buenos Aires hasta que corta las avenidas Francisco Beiró/De los Incas. Al cruzar la calle La Pampa/avenida Salvador María del Carril, forma parte del límite entre los barrios de Villa Urquiza y Villa Pueyrredón, cortando importantes avenidas de la zona, como lo son Monroe y Congreso, y cambiando el nombre de las calles que atraviesa. Pasa por debajo de las vías del ferrocarril Mitre y de la avenida Monroe luego de cruzar la avenida Mosconi. Llega hasta la Avenida General Paz continuando hacia la provincia de Buenos Aires, continuando sin cambiar su nombre y estableciendo el límite entre los partidos de San Martín y Vicente López.

## Historia
En 1550 Juan de Garay estableció los límites urbanos de la Ciudad de Buenos Aires: al Este la barranca del Río de la Plata (Av. Paseo Colon - Av. Alem), al oeste las actuales calles Salta y Libertad, al Sur la actual Avenida Independencia y al norte la calle Viamonte. Garay también repartió las tierras más allá del ejido tanto al norte como al sur del nuevo centro urbano. Hacia el sur el reparto abarcó desde el Riachuelo hasta la zona de Ensenada y Magdalena, mientras que hacia el norte, la distribución comenzó desde la actual Plaza San Martín (Retiro) hasta lo que es hoy el Partido de San Fernando. Entre cada chacra (de una legua de largo) debía correr un camino, así como también por su frente y fondo. Hacia el norte, el camino del fondo lo constituían las actuales avenidas Constituyentes y Fondo de la Legua, mientras que el camino del frente, denominado "Camino de Santa Fe" o "Camino del Bajo" lo conformaban sucesivamente las actuales avenidas Libertador, Las Heras, Santa Fe, Luis María Campos y nuevamente Libertador, siempre discurriendo al pie de la barranca, elevándose sobre esta después de pasar el Partido de Vicente López. 
Sin embargo, como el "Camino del Bajo" no era muy bueno y el del "Fondo de la Legua" estaba muy lejos de la costa, los Carreteros y jinetes hicieron un atajo conocido con diversos nombres: “Camino del Tejar”, “Camino de las Lomas” o “Camino del Medio”. Dicho camino ocupaba las actuales avenidas Santa Fe, Cabildo, La Pampa, Balbín y Bartolomé Mitre. Posteriormente, el Virreinato decide trazar el "Camino del Norte" o "Nuevo Camino del Alto", como una continuación de la calle Santa Fe hacia San Fernando conformando lo que actualmente son las Avenidas Santa Fe, Cabildo, Maipú y Centenario. Sin embargo, tardará muchos años en generarse este nuevo camino ya que tras la fundación del pueblo de Belgrano (1855), la actual avenida Cabildo se perdía unos cientos de metros más allá del ejido urbano.

## Características
La avenida de los Constituyentes se caracteriza por ser muy comercial, es junto con la avenida Triunvirato las 2 principales avenidas del barrio de Villa Urquiza, siendo ambas ejes del transporte de colectivo. Es también la avenida principal del barrio Villa Pueyrredón. Y conserva la cualidad de la Avenida Warnes de cambiarle el nombre a las calles, a excepción de las avenidas Chorroarin y General Paz.

## Cruces importantes
|  |  |  |  |  |

|  |  |  |  |  |

|  |  |  |  |  |

|  |  |  |  |  |

|  |  |  |  |  |

|  |  |  |  |  |

|  |  |  |  |  |

|  |  |  |  |  |

|  |  |  |  |  |

|  |  |  |  |  |

|  |  |  |  |  |

|  |  |  |  |  |

|  |  |  |  |  |

|  |  |  |  |  |

|  |  |  |  |  |

|  |  |  |  |  |

| Capital   |
| Provincia |

|  |  |  |  |  |

|  |  |  |  |  |

|  |  |  |  |  |

|  |  |  |  |  |

|  |  |  |  |  |

|  |  |  |  |  |

|  |  |  |  |  |

|  |  |  |  |  |

|  |  |  |  |  |

|  |  |  |  |  |

|  |  |  |  |  |

|  |  |  |  |  |

|  |  |  |  |  |

|  |  |  |  |  |

|  |  |  |  |  |

|  |  |  |  |  |

|  |  |  |  |  |

|  |  |  |  |  |

|  |  |  |  |  |

|  |  |  |  |  |

|  |  |  |  |  |

|  |  |  |  |  |

|  |  |  |  |  |

|  |  |  |  |  |

| Capital   |
| Provincia |

|  |  |  |  |  |

|  |  |  |  |  |

|  |  |  |  |  |

|  |  |  |  |  |

|  |  |  |  |  |

|  |  |  |  |  |

|  |  |  |  |  |

|  |  |  |  |  |

### La Paternal (2700-3000)
- 2700: Avenida Warnes - Avenida Punta Arenas - Parque Isla de la Paternal ex Albergue Warnes
- 2900: Calles Gutenberg y Tronador - Complejo deportivo Malvinas Argentinas de la Asociación Atlética Argentinos Juniors - Tramo interrumpido por el FC General Urquiza

### Agronomía/Parque Chas (3000-4100)
- 3000: Cruce sobre el Túnel de la Avenida Chorroarín - Estación Pedro Arata del FC General Urquiza
- 3300: Avenida General B. Victorica - Facultad de Agronomía (Universidad de Buenos Aires)
- 3500: Avenida de los Incas - Avenida Francisco Beiró

### Villa Pueyrredón/Villa Urquiza (4100-6100)
- 4100: Calle La Pampa - Avenida Salvador María del Carril
- 4700: Avenida Olazábal - Avenida General Mosconi
- 4900: Cruce bajo nivel con el FC General Bartolomé Mitre, Avenida Monroe y Calle Griveo[2]
- 5500: Avenida Congreso - Calle Cochrane
- 5700: Calle Iberá - Avenida Albarellos
- 6100: Avenida General Paz - Avenida Crisólogo Larralde - Complejo Barrial General Paz

## Toponimia
Recibe su nombre en homenaje a los ciudadanos integrantes del 
Congreso General Constituyente que sancionó la Constitución de 1853.